# Segunda fase da Copa Libertadores da América de 2009
A segunda fase da Copa Libertadores da América de 2009, também conhecida como fase de grupos, foi disputada entre os dias 10 de fevereiro e 30 de abril. O sorteio dos grupos ocorreu em Assunção, no Paraguai, em 25 de novembro de 2008.
O campeão e o vice de cada grupo ao final de seis jogos disputados dentro dos grupos avançaram à fase final, iniciando a partir das oitavas de final.

## Critérios de desempate
De acordo com o regulamento oficial da competição para essa temporada, caso duas ou mais equipes empatem em números de pontos ao final da segunda fase, os seguintes critérios serão aplicados para definir a posição final:
1. melhor saldo de gols entre as equipes em questão;
2. maior número de gols marcados entre as equipes em questão;
3. maior número de gols marcados como visitante entre as equipes em questão;
4. sorteio.

## Grupos
Todas as partidas estão no fuso horário local.

### Grupo 1
| Time      | Pts | J | V | E | D | GP | GC | SG |
| --------- | --- | - | - | - | - | -- | -- | -- |
| Sport     | 13  | 6 | 4 | 1 | 1 | 10 | 7  | +3 |
| Palmeiras | 10  | 6 | 3 | 1 | 2 | 9  | 7  | +2 |
| Colo-Colo | 7   | 6 | 2 | 1 | 3 | 9  | 7  | +2 |
| LDU Quito | 4   | 6 | 1 | 1 | 4 | 6  | 13 | -7 |

| 17 de fevereiro de 2009 17:00 (UTC-4) | LDU Quito                     | 3 – 2     | Palmeiras                   | Estádio La Casa Blanca, Quito |
|                                       | Calderón 23', 34' · Manso 58' | Relatório | Williams 28' · Edmílson 46' | Árbitro: COL Wilmar Roldán    |

| 18 de fevereiro de 2009 21:50 (UTC-4) | Colo-Colo   | 1 – 2     | Sport                | Estádio Monumental David Arellano, Santiago |
|                                       | Barrios 70' | Relatório | Ciro 7' · Wilson 44' | Público: 23,427 Árbitro: ARG Saúl Laverni   |

| 3 de março de 2009 20:00 (UTC-3) | Palmeiras     | 1 – 3     | Colo-Colo                               | Estádio Palestra Itália, São Paulo          |
|                                  | Keirrison 70' | Relatório | Barrios 44' · Torres 54' · González 79' | Público: 23,285 Árbitro: ARG Sergio Pezzota |

| 4 de março de 2009 21:50 (UTC-3) | Sport                              | 2 – 0     | LDU Quito | Estádio Ilha do Retiro, Recife               |
|                                  | Daniel 13' · Paulo Baier 72' (pen) | Relatório |           | Público: 20,184 Árbitro: URU Jorge Larrionda |

| 12 de março de 2009 21:15 (UTC-4) | Colo-Colo                                 | 3 – 0     | LDU Quito | Estádio Monumental David Arellano, Santiago |
|                                   | Carranza 56' · Cereceda 61' · Barrios 65' | Relatório |           | Árbitro: PAR Carlos Amarilla                |

| 8 de abril de 2009 21:50 (UTC-3) | Sport | 0 – 2     | Palmeiras                       | Estádio Ilha do Retiro, Recife             |
|                                  |       | Relatório | Keirrison 23' · Diego Souza 73' | Público: 19,386 Árbitro: PAR Carlos Torres |

| 9 de abril de 2009 15:00 (UTC-5) | LDU Quito  | 1 – 1     | Colo-Colo           | Estádio La Casa Blanca, Quito  |
|                                  | Campos 48' | Relatório | Bieler 90+2' (g.c.) | Árbitro: MEX Armando Archundia |

| 15 de abril de 2009 19:45 (UTC-3) | Palmeiras           | 1 – 1     | Sport      | Estádio Palestra Itália, São Paulo           |
|                                   | Keirrison 14' (pen) | Relatório | Wilson 45' | Público: 22,372 Árbitro: URU Roberto Silvera |

| 21 de abril de 2009 20:15 (UTC-3) | Palmeiras                    | 2 – 0     | LDU Quito | Estádio Palestra Itália, São Paulo           |
|                                   | Marcão 48' · Diego Souza 83' | Relatório |           | Público: 19,205 Árbitro: URU Jorge Larrionda |

| 22 de abril de 2009 21:50 (UTC-3) | Sport                     | 2 – 1     | Colo-Colo  | Estádio Ilha do Retiro, Recife               |
|                                   | Moacir 60' · Vandinho 75' | Relatório | Millar 50' | Público: 20,050 Árbitro: ARG Héctor Baldassi |

| 29 de abril de 2009 19:50 (UTC-5) | LDU Quito              | 2 – 3     | Sport                       | Estádio La Casa Blanca, Quito |
|                                   | Espínola 2' · Vera 41' | Relatório | Andrade 23', 77' · Igor 58' | Árbitro: VEN Juan Soto        |

| 29 de abril de 2009 20:50 (UTC-4) | Colo-Colo | 0 – 1     | Palmeiras          | Estádio Monumental David Arellano, Santiago |
|                                   |           | Relatório | Cleiton Xavier 87' | Público: 31,038 Árbitro: PAR Carlos Torres  |

### Grupo 2
| Time              | Pts | J | V | E | D | GP | GC | SG  |
| ----------------- | --- | - | - | - | - | -- | -- | --- |
| Boca Juniors      | 15  | 6 | 5 | 0 | 1 | 11 | 3  | +8  |
| Deportivo Cuenca  | 10  | 6 | 3 | 1 | 2 | 9  | 4  | +5  |
| Deportivo Táchira | 9   | 6 | 3 | 0 | 3 | 6  | 9  | -3  |
| Guaraní           | 1   | 6 | 0 | 1 | 5 | 5  | 15 | -10 |

| 10 de fevereiro de 2009 18:00 (UTC-4) | Guaraní    | 1 – 2     | Deportivo Táchira            | Estádio General Pablo Rojas, Assunção |
|                                       | Chávez 37' | Relatório | Chacón 40' · Pérez Greco 79' | Árbitro: ARG Diego Abal               |

| 17 de fevereiro de 2009 22:15 (UTC-3) | Boca Juniors | 1 – 0     | Deportivo Cuenca | Estádio La Bombonera, Buenos Aires   |
|                                       | Palacio 12'  | Relatório |                  | Árbitro: BRA Paulo César de Oliveira |

| 24 de fevereiro de 2009 18:15 (UTC-5) | Deportivo Cuenca                                               | 4 – 0     | Guaraní | Estádio Alejandro Serrano Aguilar, Cuenca |
|                                       | Teixeira Pereira 45' · Granda 61' · Villalba 74' · Cordero 82' | Relatório |         | Árbitro: VEN Juan Soto                    |

| 4 de março de 2009 18:00 (UTC-4:30) | Deportivo Táchira | 0 – 1     | Boca Juniors | Estadio Polideportivo de Pueblo Nuevo, San Cristóbal |
|                                     |                   | Relatório | Figueroa 87' | Árbitro: PER Víctor Hugo Rivera                      |

| 11 de março de 2009 20:20 (UTC-4:30) | Deportivo Táchira | 1 – 0     | Deportivo Cuenca | Estadio Polideportivo de Pueblo Nuevo, San Cristóbal |
|                                      | Villafraz 66'     | Relatório |                  | Árbitro: COL Albert Duarte                           |

| 17 de março de 2009 18:45 (UTC-5) | Deportivo Cuenca                       | 3 – 1     | Deportivo Táchira | Estádio Alejandro Serrano Aguilar, Cuenca |
|                                   | Granda 18' · Teixeira Pereira 39', 67' | Relatório | Villafraz 76'     | Público: 13,530 Árbitro: BOL Raúl Orozco  |

| 18 de março de 2009 20:50 (UTC-4) | Guaraní       | 1 – 3     | Boca Juniors                                   | Estádio Manuel Ferreira, Assunção         |
|                                   | Negreiros 36' | Relatório | Riquelme 65' (pen) · Palermo 76' · Palacio 85' | Público: 5,927 Árbitro: CHI Enrique Osses |

| 9 de abril de 2009 21:30 (UTC-3) | Boca Juniors                                   | 3 – 1     | Guaraní      | Estádio La Bombonera, Buenos Aires              |
|                                  | Palermo 33' · Palacio 36' · Riquelme 85' (pen) | Relatório | Paniagua 44' | Público: 22,651 Árbitro: PER Víctor Hugo Rivera |

| 16 de abril de 2009 20:00 (UTC-4:30) | Deportivo Táchira             | 2 – 1     | Guaraní     | Estadio Polideportivo de Pueblo Nuevo, San Cristóbal |
|                                      | del Valle 68' · Fernández 75' | Relatório | Neumann 18' | Árbitro: PER Manuel Garay                            |

| 23 de abril de 2009 18:00 (UTC-5) | Deportivo Cuenca | 1 – 0     | Boca Juniors | Estádio Alejandro Serrano Aguilar, Cuenca |
|                                   | Preciado 77'     | Relatório |              | Árbitro: COL José Buitrago                |

| 30 de abril de 2009 18:15 (UTC-4) | Guaraní  | 1 – 1     | Deportivo Cuenca    | Estádio Manuel Ferreira, Assunção |
|                                   | Díaz 55' | Relatório | Teixeira Pereira 2' | Árbitro: BRA Ricardo Marques      |

| 30 de abril de 2009 19:15 (UTC-3) | Boca Juniors                   | 3 – 0     | Deportivo Táchira | Estádio La Bombonera, Buenos Aires |
|                                   | Palermo 13', 63' · Palacio 80' | Relatório |                   | Árbitro: BRA Wilson Seneme         |

### Grupo 3
| Time                   | Pts | J | V | E | D | GP | GC | SG |
| ---------------------- | --- | - | - | - | - | -- | -- | -- |
| Nacional               | 14  | 6 | 4 | 2 | 0 | 12 | 3  | +9 |
| Universidad San Martín | 8   | 6 | 2 | 2 | 2 | 7  | 9  | -2 |
| River Plate            | 7   | 6 | 2 | 1 | 3 | 7  | 9  | -2 |
| Nacional               | 4   | 6 | 1 | 1 | 4 | 7  | 12 | -5 |

| 12 de fevereiro de 2009 19:00 (UTC-3) | Nacional                    | 2 – 1     | Universidad San Martín | Estádio Gran Parque Central, Montevidéu     |
|                                       | Domínguez 30' · Lodeiro 90' | Relatório | Arzuaga 39'            | Público: 11,518 Árbitro: CHI Carlos Chandía |

| 12 de fevereiro de 2009 21:15 (UTC-3) | River Plate    | 1 – 0     | Nacional | Estádio Monumental de Nuñez, Buenos Aires |
|                                       | Buonanotte 90' | Relatório |          | Público: 17,673 Árbitro: BRA Héber Lopes  |

| 18 de fevereiro de 2009 19:30 (UTC-4) | Nacional | 0 – 3     | Nacional                                  | Estádio General Pablo Rojas, Assunção       |
|                                       |          | Relatório | Fernández 9' · Lodeiro 38' · Mondaini 64' | Público: 1,307 Árbitro: BRA Leonardo Gaciba |

| 5 de março de 2009 19:15 (UTC-5) | Universidad San Martín       | 2 – 1     | River Plate | Estádio Monumental, Lima   |
|                                  | Díaz 37' (pen) · Ludueña 55' | Relatório | García 68'  | Árbitro: COL José Buitrago |

| 12 de março de 2009 17:00 (UTC-5) | Universidad San Martín | 2 – 1     | Nacional    | Estádio Alejandro Villanueva, Lima |
|                                   | P. García 53', 58'     | Relatório | Arriola 74' | Árbitro: CHI Enrique Osses         |

| 19 de março de 2009 21:45 (UTC-3) | Nacional                                      | 3 – 0     | River Plate | Estádio Centenário, Montevidéu              |
|                                   | Fernández 40' · Lodeiro 73' · Victorino 90+5' | Relatório |             | Público: 47,571 Árbitro: CHI Carlos Chandía |

| 7 de abril de 2009 18:00 (UTC-4) | Nacional    | 1 – 1     | Universidad San Martín | Estádio General Pablo Rojas, Assunção             |
|                                  | Escobar 67' | Relatório | Arzuaga 41'            | Público: 193 Árbitro: BRA Paulo César de Oliveira |

| 7 de abril de 2009 21:15 (UTC-3) | River Plate | 0 – 0     | Nacional | Estádio Monumental de Nuñez, Buenos Aires |
|                                  |             | Relatório |          | Árbitro: BRA Sálvio Spínola               |

| 21 de abril de 2009 20:30 (UTC-5) | Universidad San Martín | 1 – 1     | Nacional     | Estádio Alejandro Villanueva, Lima |
|                                   | Ludueña 88'            | Relatório | Mondaini 74' | Árbitro: BRA Carlos Simon          |

| 23 de abril de 2009 21:15 (UTC-4) | Nacional                                                | 4 – 2     | River Plate                     | Estádio Defensores del Chaco, Assunção |
|                                   | Escobar 45+3' (pen) · Núñez 66', 79' · Ruiz Peralta 74' | Relatório | García 44' (pen) · Gallardo 82' | Árbitro: BRA Leonardo Gaciba           |

| 30 de abril de 2009 21:30 (UTC-3) | Nacional                                   | 3 – 1     | Nacional | Estádio Centenário, Montevidéu |
|                                   | Arismendi 29' · Coates 80' · Lodeiro 90+1' | Relatório | Núñez 9' | Árbitro: BOL René Ortubé       |

| 30 de abril de 2009 21:30 (UTC-3) | River Plate                          | 3 – 0     | Universidad San Martín | Estádio Monumental de Nuñez, Buenos Aires |
|                                   | Bou 17' · Sambueza 41' · Barrado 60' | Relatório |                        | Árbitro: PAR Carlos Amarilla              |

### Grupo 4
| Time                   | Pts | J | V | E | D | GP | GC | SG |
| ---------------------- | --- | - | - | - | - | -- | -- | -- |
| São Paulo              | 13  | 6 | 4 | 1 | 1 | 10 | 6  | +4 |
| Defensor Sporting      | 8   | 6 | 2 | 2 | 2 | 6  | 6  | 0  |
| Independiente Medellín | 7   | 6 | 1 | 4 | 1 | 7  | 7  | 0  |
| América de Cali        | 3   | 6 | 0 | 3 | 3 | 3  | 7  | -4 |

| 10 de fevereiro de 2009 21:15 (UTC-3) | Defensor Sporting | 1 – 0     | América de Cali | Estádio Centenário, Montevidéu             |
|                                       | Gaglianone 38'    | Relatório |                 | Público: 12,734 Árbitro: CHI Enrique Osses |

| 18 de fevereiro de 2009 21:50 (UTC-3) | São Paulo    | 1 – 1     | Independiente Medellín | Estádio do Morumbi, São Paulo               |
|                                       | Borges 90+2' | Relatório | Arias 79'              | Público: 30,375 Árbitro: ARG Sergio Pezzota |

| 24 de fevereiro de 2009 20:30 (UTC-5) | Independiente Medellín | 0 – 0     | Defensor Sporting | Estádio Atanasio Girardot, Medellín |
|                                       |                        | Relatório |                   | Árbitro: ECU Carlos Vera            |

| 5 de março de 2009 21:40 (UTC-5) | América de Cali | 1 – 3     | São Paulo                       | Estádio Pascual Guerrero, Cali               |
|                                  | Cortés 85'      | Relatório | Washington 2', 27' · Borges 49' | Público: 15,116 Árbitro: ARG Héctor Baldassi |

| 10 de março de 2009 21:30 (UTC-5) | América de Cali    | 1 – 1     | Independiente Medellín | Estádio Pascual Guerrero, Cali |
|                                   | Vanegas 81' (g.c.) | Relatório | Vanegas 53'            | Árbitro: COL Francisco Peñuela |

| 17 de março de 2009 21:00 (UTC-5) | Independiente Medellín | 0 – 0     | América de Cali | Estádio Atanasio Girardot, Medellín     |
|                                   |                        | Relatório |                 | Público: 12,465 Árbitro: COL Óscar Ruiz |

| 18 de março de 2009 21:50 (UTC-3) | Defensor Sporting | 0 – 1     | São Paulo  | Estádio Centenário, Montevidéu               |
|                                   |                   | Relatório | Borges 39' | Público: 19,339 Árbitro: PAR Carlos Amarilla |

| 9 de abril de 2009 19:15 (UTC-3) | São Paulo       | 2 – 1     | Defensor Sporting | Estádio do Morumbi, São Paulo               |
|                                  | Borges 70', 74' | Relatório | de Souza 38'      | Público: 47,205 Árbitro: CHI Carlos Chandía |

| 15 de abril de 2009 22:00 (UTC-5) | Independiente Medellín     | 2 – 1     | São Paulo      | Estádio Atanasio Girardot, Medellín |
|                                   | Cabrera 17' · Castillo 27' | Relatório | André Lima 39' | Árbitro: ECU Carlos Vera            |

| 16 de abril de 2009 21:45 (UTC-5) | América de Cali | 0 – 0     | Defensor Sporting | Estádio Pascual Guerrero, Cali |
|                                   |                 | Relatório |                   | Árbitro: ARG Saúl Laverni      |

| 22 de abril de 2009 21:50 (UTC-3) | Defensor Sporting                            | 4 – 3     | Independiente Medellín              | Estádio Centenário, Montevidéu |
|                                   | Navarro 14' · Vera 35' · de Souza 82', 90+4' | Relatório | Arias 19' · Ortiz 77' · Cabrera 89' | Árbitro: ARG Federico Beligoy  |

| 22 de abril de 2009 21:50 (UTC-3) | São Paulo          | 2 – 1     | América de Cali | Estádio do Morumbi, São Paulo              |
|                                   | Dagoberto 57', 76' | Relatório | Parra 8'        | Público: 23,221 Árbitro: PAR Carlos Torres |

### Grupo 5
| Time                   | Pts | J | V | E | D | GP | GC | SG |
| ---------------------- | --- | - | - | - | - | -- | -- | -- |
| Cruzeiro               | 13  | 6 | 4 | 1 | 1 | 9  | 5  | +4 |
| Estudiantes            | 10  | 6 | 3 | 1 | 2 | 9  | 4  | +5 |
| Deportivo Quito        | 8   | 6 | 2 | 2 | 2 | 6  | 9  | -3 |
| Universitario de Sucre | 2   | 6 | 0 | 2 | 4 | 2  | 8  | -6 |

| 12 de fevereiro de 2009 21:30 (UTC-4) | Universitario de Sucre | 1 – 1     | Deportivo Quito | Estádio Olímpico Pátria, Sucre |
|                                       | Gomes 51'              | Relatório | Donoso 68'      | Árbitro: PER Manuel Garay      |

| 19 de fevereiro de 2009 19:15 (UTC-3) | Cruzeiro                                | 3 – 0     | Estudiantes | Estádio Mineirão, Belo Horizonte             |
|                                       | Fernandinho 63' (pen) · Kléber 69', 72' | Relatório |             | Público: 33,969 Árbitro: PAR Carlos Amarilla |

| 25 de fevereiro de 2009 19:50 (UTC-5) | Deportivo Quito | 1 – 1     | Cruzeiro    | Estádio Olímpico Atahualpa, Quito |
|                                       | Caicedo 90+1'   | Relatório | Ramires 38' | Árbitro: PER Georges Buckley      |

| 26 de fevereiro de 2009 20:45 (UTC-3) | Estudiantes   | 1 – 0     | Universitario de Sucre | Estádio Ciudad de La Plata, La Plata |
|                                       | Salgueiro 16' | Relatório |                        | Árbitro: CHI Pablo Pozo              |

| 4 de março de 2009 20:50 (UTC-4) | Universitario de Sucre | 0 – 1     | Cruzeiro           | Estádio Olímpico Pátria, Sucre |
|                                  |                        | Relatório | Thiago Ribeiro 38' | Árbitro: URU Roberto Silvera   |

| 10 de março de 2009 17:00 (UTC-5) | Deportivo Quito | 1 – 0     | Estudiantes | Estádio Olímpico Atahualpa, Quito     |
|                                   | Preciado 85'    | Relatório |             | Público: 8,030 Árbitro: VEN Juan Soto |

| 18 de março de 2009 21:50 (UTC-3) | Cruzeiro                           | 2 – 0     | Universitario de Sucre | Estádio Mineirão, Belo Horizonte              |
|                                   | Wellington Paulista 57' (pen), 90' | Relatório |                        | Público: 14,439 Árbitro: ARG Federico Beligoy |

| 19 de março de 2009 19:15 (UTC-3) | Estudiantes                      | 4 – 0     | Deportivo Quito | Estádio Ciudad de La Plata, La Plata |
|                                   | Boselli 4', 25', 69' · Pérez 44' | Relatório |                 | Árbitro: BRA Carlos Simon            |

| 8 de abril de 2009 22:30 (UTC-3) | Estudiantes                                        | 4 – 0     | Cruzeiro | Estádio Ciudad de La Plata, La Plata         |
|                                  | Verón 6' · Fernández 32' · Sánchez Prette 74', 78' | Relatório |          | Público: 18,505 Árbitro: URU Roberto Silvera |

| 14 de abril de 2009 17:00 (UTC-5) | Deportivo Quito                              | 3 – 1     | Universitario de Sucre | Estádio Olímpico Atahualpa, Quito |
|                                   | Saritama 11', 60' (pen) · Preciado 42' (pen) | Relatório | Raimondi 26'           | Árbitro: MEX Marco Rodríguez      |

| 22 de abril de 2009 18:30 (UTC-4) | Universitario de Sucre | 0 – 0     | Estudiantes | Estádio Olímpico Pátria, Sucre |
|                                   |                        | Relatório |             | Árbitro: CHI Carlos Chandía    |

| 22 de abril de 2009 19:30 (UTC-3) | Cruzeiro                       | 2 – 0     | Deportivo Quito | Estádio Mineirão, Belo Horizonte             |
|                                   | Léo Fortunato 14' · Wagner 26' | Relatório |                 | Público: 34,175 Árbitro: PAR Carlos Amarilla |

### Grupo 6
| Time        | Pts | J | V | E | D | GP | GC | SG |
| ----------- | --- | - | - | - | - | -- | -- | -- |
| Caracas     | 10  | 6 | 3 | 1 | 2 | 7  | 4  | +3 |
| Guadalajara | 9   | 6 | 2 | 3 | 1 | 9  | 6  | +3 |
| Everton     | 8   | 6 | 2 | 2 | 2 | 7  | 10 | -3 |
| Lanús       | 4   | 6 | 0 | 4 | 2 | 5  | 8  | -3 |

| 11 de fevereiro de 2009 18:20 (UTC-3) | Lanús      | 1 – 1     | Guadalajara | Estádio Ciudad de Lanús, Lanús, Buenos Aires |
|                                       | Sand 90+3' | Relatório | Ávila 33'   | Público: 4,885 Árbitro: URU Roberto Silvera  |

| 17 de fevereiro de 2009 19:00 (UTC-4) | Everton       | 1 – 0     | Caracas | Estádio Sausalito, Viña del Mar            |
|                                       | Gutiérrez 45' | Relatório |         | Público: 12,200 Árbitro: PAR Antonio Arias |

| 25 de fevereiro de 2009 18:00 (UTC-4:30) | Caracas                                | 3 – 1     | Lanús    | Estádio Olímpico da UCV, Caracas          |
|                                          | Rey 47' · Figueroa 49' · Castellín 71' | Relatório | Sand 84' | Público: 6,533 Árbitro: COL Wilmar Roldán |

| 25 de fevereiro de 2009 21:10 (UTC-6) | Guadalajara                                                                  | 6 – 2     | Everton                      | Estádio Jalisco, Guadalajara |
|                                       | Ponce 18' · Morales 23' (pen) · Medina 32' · Fabián 37' · Hernández 78', 87' | Relatório | Gutiérrez 50' · Miralles 53' | Árbitro: ARG Saúl Laverni    |

| 3 de março de 2009 20:45 (UTC-4:30) | Caracas                         | 2 – 0     | Guadalajara | Estádio Olímpico da UCV, Caracas |
|                                     | Bustamante 45+1' · Figueroa 51' | Relatório |             | Árbitro: ECU Carlos Vera         |

| 11 de março de 2009 19:30 (UTC-4) | Everton            | 1 – 1     | Lanús        | Estádio Sausalito, Viña del Mar |
|                                   | Miralles 55' (pen) | Relatório | González 45' | Árbitro: URU Jorge Larrionda    |

| 11 de março de 2009 21:10 (UTC-6) | Guadalajara | 1 – 0     | Caracas | Estádio Jalisco, Guadalajara                 |
|                                   | Galindo 79' | Relatório |         | Público: 13,319 Árbitro: PER Víctor Carrillo |

| 17 de março de 2009 20:45 (UTC-3) | Lanús        | 1 – 2     | Everton                     | Estádio Ciudad de Lanús, Lanús, Buenos Aires |
|                                   | Biglieri 29' | Relatório | Gutiérrez 53' · Muñoz 90+3' | Árbitro: BRA Paulo César de Oliveira         |

| 14 de abril de 2009 19:45 (UTC-4:30) | Caracas            | 1 – 0     | Everton | Estádio Olímpico da UCV, Caracas |
|                                      | Figueroa 62' (pen) | Relatório |         | Árbitro: COL Albert Duarte       |

| 14 de abril de 2009 21:30 (UTC-6) | Guadalajara | 0 – 0     | Lanús | Estádio Jalisco, Guadalajara |
|                                   |             | Relatório |       | Árbitro: PAR Carlos Torres   |

| 29 de abril de 2009 18:30 (UTC-4) | Everton     | 1 – 1     | Guadalajara  | Estádio Sausalito, Viña del Mar |
|                                   | Riveros 47' | Relatório | Hernández 8' | Árbitro: ARG Héctor Baldassi    |

| 29 de abril de 2009 19:30 (UTC-3) | Lanús       | 1 – 1     | Caracas      | Estádio Ciudad de Lanús, Lanús, Buenos Aires |
|                                   | Macalik 39' | Relatório | Figueroa 30' | Público: 793 Árbitro: ECU Carlos Vera        |

### Grupo 7
| Time                 | Pts | J | V | E | D | GP | GC | SG  |
| -------------------- | --- | - | - | - | - | -- | -- | --- |
| Grêmio               | 16  | 6 | 5 | 1 | 0 | 11 | 1  | +10 |
| Universidad de Chile | 10  | 6 | 3 | 1 | 2 | 8  | 6  | +2  |
| Boyacá Chicó         | 9   | 6 | 3 | 0 | 3 | 8  | 8  | 0   |
| Aurora               | 0   | 6 | 0 | 0 | 6 | 3  | 15 | -12 |

| 10 de fevereiro de 2009 21:30 (UTC-4) | Aurora | 0 – 3     | Boyacá Chicó                   | Estádio Félix Capriles, Cochabamba |
|                                       |        | Relatório | Tapia 45', 79' · Mahecha 90+1' | Árbitro: PER Víctor Carrillo       |

| 25 de fevereiro de 2009 21:50 (UTC-3) | Grêmio | 0 – 0     | Universidad de Chile | Estádio Olímpico Monumental, Porto Alegre   |
|                                       |        | Relatório |                      | Público: 33,431 Árbitro: URU Martín Vázquez |

| 4 de março de 2009 19:30 (UTC-4) | Universidad de Chile                    | 3 – 0     | Aurora | Estádio Francisco Sánchez Rumoroso, Coquimbo |
|                                  | Iturra 23' · Villalobos 80' · Rojas 88' | Relatório |        | Árbitro: PAR Carlos Galeano                  |

| 11 de março de 2009 19:50 (UTC-5) | Boyacá Chicó | 0 – 1     | Grêmio    | Estádio La Independencia, Tunja |
|                                   |              | Relatório | Souza 31' | Árbitro: ARG Sergio Pezzota     |

| 18 de março de 2009 17:00 (UTC-5) | Boyacá Chicó                     | 3 – 0     | Universidad de Chile | Estádio La Independencia, Tunja |
|                                   | Móvil 4' · Girón 22' · Núñez 70' | Relatório |                      | Árbitro: ECU Carlos Vera        |

| 25 de março de 2009 20:50 (UTC-4) | Aurora      | 1 – 2     | Grêmio                 | Estádio Félix Capriles, Cochabamba |
|                                   | Paredes 53' | Relatório | Jonas 41' · Tcheco 87' | Árbitro: VEN Juan Soto             |

| 7 de abril de 2009 19:00 (UTC-3) | Grêmio                                     | 3 – 0     | Aurora | Estádio Olímpico Monumental, Porto Alegre  |
|                                  | Rafael Marques 32' · López 64' · Réver 81' | Relatório |        | Público: 27,638 Árbitro: PAR Antonio Arias |

| 8 de abril de 2009 20:50 (UTC-4) | Universidad de Chile                     | 3 – 0     | Boyacá Chicó | Estádio Nacional de Chile, Santiago         |
|                                  | Hernández 22' · Olivera 47' · Cuevas 90' | Relatório |              | Público: 34,651 Árbitro: ARG Gabriel Favale |

| 15 de abril de 2009 21:00 (UTC-4) | Universidad de Chile | 0 – 2     | Grêmio              | Estádio Nacional de Chile, Santiago          |
|                                   |                      | Relatório | Léo 32' · López 66' | Público: 33,140 Árbitro: PAR Carlos Amarilla |

| 16 de abril de 2009 17:15 (UTC-5) | Boyacá Chicó          | 2 – 1     | Aurora           | Estádio La Independencia, Tunja |
|                                   | Caneo 49' · Pérez 69' | Relatório | C. Fernández 87' | Árbitro: ECU Samuel Haro        |

| 28 de abril de 2009 18:30 (UTC-4) | Aurora      | 1 – 2     | Universidad de Chile       | Estádio Félix Capriles, Cochabamba |
|                                   | Paredes 20' | Relatório | Estrada 14' · González 73' | Árbitro: PER Víctor Hugo Rivera    |

| 28 de abril de 2009 19:30 (UTC-3) | Grêmio                   | 3 – 0     | Boyacá Chicó | Estádio Olímpico Monumental, Porto Alegre    |
|                                   | Souza 13', 17' · Léo 30' | Relatório |              | Público: 34,974 Árbitro: URU Jorge Larrionda |

### Grupo 8
| Time                      | Pts | J | V | E | D | GP | GC | SG |
| ------------------------- | --- | - | - | - | - | -- | -- | -- |
| Libertad                  | 12  | 6 | 4 | 0 | 2 | 7  | 5  | +2 |
| San Luis                  | 8   | 6 | 2 | 2 | 2 | 7  | 7  | 0  |
| Universitario de Deportes | 8   | 6 | 2 | 2 | 2 | 6  | 7  | -1 |
| San Lorenzo               | 6   | 6 | 2 | 0 | 4 | 6  | 7  | -1 |

| 11 de fevereiro de 2009 20:30 (UTC-3) | San Lorenzo                                      | 4 – 1     | San Luis   | Estádio Pedro Bidegain, Buenos Aires |
|                                       | Silvera 3', 16' · Bergessio 31' · Barrientos 48' | Relatório | Lojero 70' | Árbitro: BRA Leonardo Gaciba         |

| 11 de fevereiro de 2009 21:40 (UTC-4) | Libertad               | 2 – 1     | Universitario de Deportes | Estádio Feliciano Cáceres, Assunção |
|                                       | Maciel 42' · Román 83' | Relatório | Solano 63'                | Árbitro: ARG Federico Beligoy       |

| 19 de fevereiro de 2009 19:30 (UTC-5) | Universitario de Deportes | 1 – 0     | San Lorenzo | Estádio Monumental, Lima    |
|                                       | Solano 21' (pen)          | Relatório |             | Árbitro: BRA Sálvio Spínola |

| 26 de fevereiro de 2009 19:15 (UTC-6) | San Luis | 0 – 1     | Libertad    | Estádio Alfonso Lastras Ramírez, San Luis Potosí |
|                                       |          | Relatório | Ramírez 15' | Árbitro: ARG Héctor Baldassi                     |

| 5 de março de 2009 19:00 (UTC-4) | Libertad                 | 2 – 0     | San Lorenzo | Estádio Feliciano Cáceres, Assunção |
|                                  | Ximénez 25' · Aquino 37' | Relatório |             | Árbitro: CHI Carlos Chandía         |

| 10 de março de 2009 19:15 (UTC-5) | Universitario de Deportes | 0 – 0  | San Luis | Estádio Monumental, Lima                       |
|                                   |                           | Súmula |          | Público: 32,567 Árbitro: BOL Joaquín Antequera |

| 18 de março de 2009 19:00 (UTC-3) | San Lorenzo | 0 – 1     | Libertad           | Estádio Pedro Bidegain, Buenos Aires |
|                                   |             | Relatório | Aguirre 53' (g.c.) | Árbitro: URU Roberto Silvera         |

| 18 de março de 2009 21:10 (UTC-6) | San Luis               | 2 – 2     | Universitario de Deportes | Estádio Alfonso Lastras Ramírez, San Luis Potosí |
|                                   | Reyes 25' · Orozco 77' | Relatório | Alva 34' · Labarthe 90+1' | Árbitro: ECU Alfredo Intriago                    |

| 7 de abril de 2009 21:30 (UTC-5) | Universitario de Deportes     | 2 – 1     | Libertad    | Estádio Monumental, Lima                 |
|                                  | Calheira Seara 28' · Alva 61' | Relatório | Ximénez 21' | Público: 24,923 Árbitro: ECU Carlos Vera |

| 8 de abril de 2009 17:30 (UTC-6) | San Luis                 | 2 – 0     | San Lorenzo | Estádio Alfonso Lastras Ramírez, San Luis Potosí |
|                                  | Palacios 43' · Reyes 67' | Relatório |             | Árbitro: URU Jorge Larrionda                     |

| 28 de abril de 2009 21:50 (UTC-3) | San Lorenzo                           | 2 – 0     | Universitario de Deportes | Estádio Pedro Bidegain, Buenos Aires      |
|                                   | Calheira Seara 21' (g.c.) · Gómez 24' | Relatório |                           | Público: 2,856 Árbitro: CHI Enrique Osses |

| 28 de abril de 2009 20:50 (UTC-4) | Libertad | 0 – 2     | San Luis                 | Estádio Feliciano Cáceres, Assunção                 |
|                                   |          | Relatório | Patiño 58' · Reyes 90+1' | Público: 3,227 Árbitro: BRA Paulo César de Oliveira |